# Veronika Sedláčková
Veronika Sedláčková (* 16. února 1973 Jičín) je česká novinářka a moderátorka.

## Biografie
Po studiu na Lepařově gymnáziu v Jičíně absolvovala katedru žurnalistiky na Fakultě sociálních věd Univerzity Karlovy. Již za dob studií začala působit v České televizi, ve které moderovala pořad Události, komentáře. Poté přibližně rok pracovala na pozici ředitelky komunikace ve státním podniku Letiště Praha a následně byla zaměstnána v TV Nova jako reportérka investigativního pořadu Na vlastní oči. V červnu 2008 nastoupila do soukromé zpravodajské televize Z1.
V roce 2001 působila krátce jako asistentka ve společnosti Agropol. V České televizi působila jako redaktorka a moderátorka publicistických pořadů 21 a Události, komentáře. V Českém rozhlase 1 Radiožurnál moderovala publicistické pořady – odpolední a večerní zpravodajskou relaci Ozvěny dne a večerní souhrn Stalo se dnes. Na stanici Český rozhlas Plus moderovala například diskusní pořady Radiofórum a Pro a proti. Nelichotivě se o ní vyjádřil její kolega z Českého rozhlasu Luboš Xaver Veselý.
Na TV Noe se stala moderátorkou pořadu V souvislostech, s formátem jednoho hosta komentujícího vybraná témata.
V únoru 2019 spoluzaložila CZ IPI - národní pobočku Mezinárodního tiskového institutu (International Press Institute – IPI), v níž byla místopředsedkyní. V březnu 2022 na předsednickém postu vystřídala Michala Klímu. V březnu 2023 se předsedou stal Robert Čásenský.
Od července 2021 do ledna 2023 moderovala, společně s Marií Bastlovou, rozhovorový podcast Ptám se já na webu Seznam Zprávy.
V březnu 2023 se stala tiskovou mluvčí Ústavu organické chemie a biochemie Akademie věd České republiky.
Její oblíbenou cukrovinkou jsou Mozartovy koule.